# 烏干達經濟

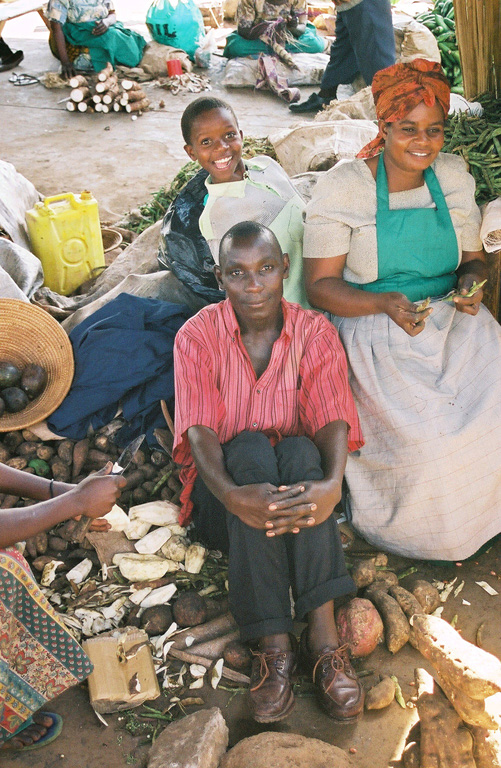
坎帕拉市場

烏干達經濟有很大的潛力，正準備快速增長和發展。該國賦有大量天然資源，包括大片肥沃的土地、穩定的降雨、礦物的蘊藏，如果發展商業養殖可以養活所有非洲人民。然而，該國在獨立後政治長期動盪和經濟管理不穩定，經濟持續萎縮，成為世界上最貧窮和最不發達的國家之一。雖然該國西部發現蘊藏大量石油，但能源需求一直超過國內能源生產。
在伊迪·阿敏執政的動盪時期過後，烏干達在1981年實施一項經濟復甦計劃，並獲得可觀的外國援助。1984年中過後，財政和貨幣政策過度擴張，加上內亂再度爆發，導致經濟表現受挫。

## 國際貿易和金融

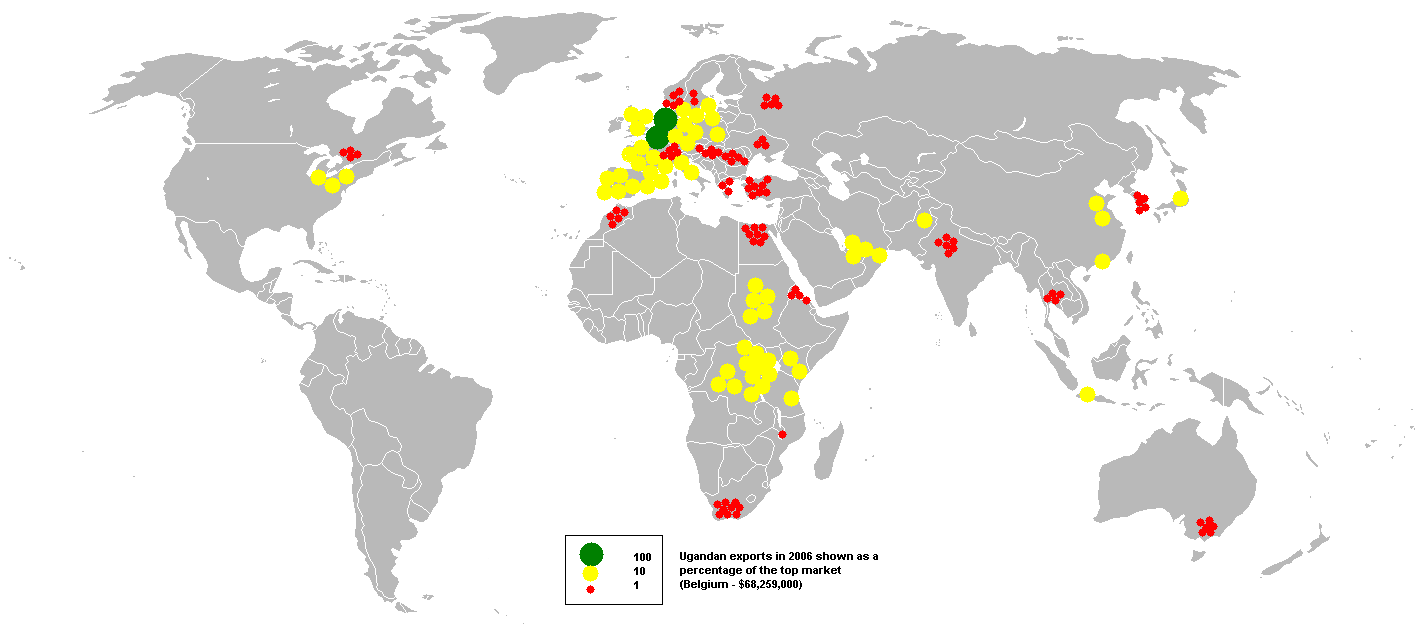
烏干達2006年出口目的地

約韋里·穆塞韋尼政府在1986年初上台後推行重建基礎設施的重要措施以復興經濟，針對因戰爭和管理不善而被破壞的交通和通信系統。烏干達意識到增加國外支援的需要，在1987年與國際貨幣基金組織和世界銀行就政策框架文件進行談判，隨後開始實施經濟政策，以恢復價格穩定和可持續的國際收支、提高設備使用率、重建基礎設施、通過適當的價格政策恢復生產者誘因、提高公營單位的資源調動和分配能力。這些政策帶來正面的效果，通貨膨脹從1987年的240%下降至1992年6月的42%、1995至1996年的5.4%和2003年的7.3%。
投資佔國內生產總值的比例，從1999年的13.7%增加至2002年估計約20.9%。在2002年，私人機構投資佔國內生產總值的14.9%，主要來自國外的私人資金轉移，而國民儲蓄側估計佔國內生產總值的5.5%。烏干達政府同時與捐助國重新安排或取消該國一大部分的外債。
烏干達是世界貿易組織的成員。

### 貨幣
自1966年開始，烏干達通過烏干達銀行（Bank of Uganda）發行當地貨幣。在東非貨幣委員會（East African Currency Board）制度失敗之前，烏干達採用其他國家的貨幣。
該國自1966年以來推行六次貨幣改革，1987年的版本相對穩定，當局已經打算把其升級以打擊偽鈔和擴大貨幣用途。

## 農業
烏干達的外匯收入幾乎全部來自農產品，而咖啡生產在非洲擁有領先地位，在2002年佔該國約27%的出口額，服裝、皮革、皮草、香草、蔬菜、水果、鮮切花和魚類的出口量增長，而棉花、茶葉和煙草繼續是主要的出口農產品。
該國大多數行業與農業有關。

## 工業

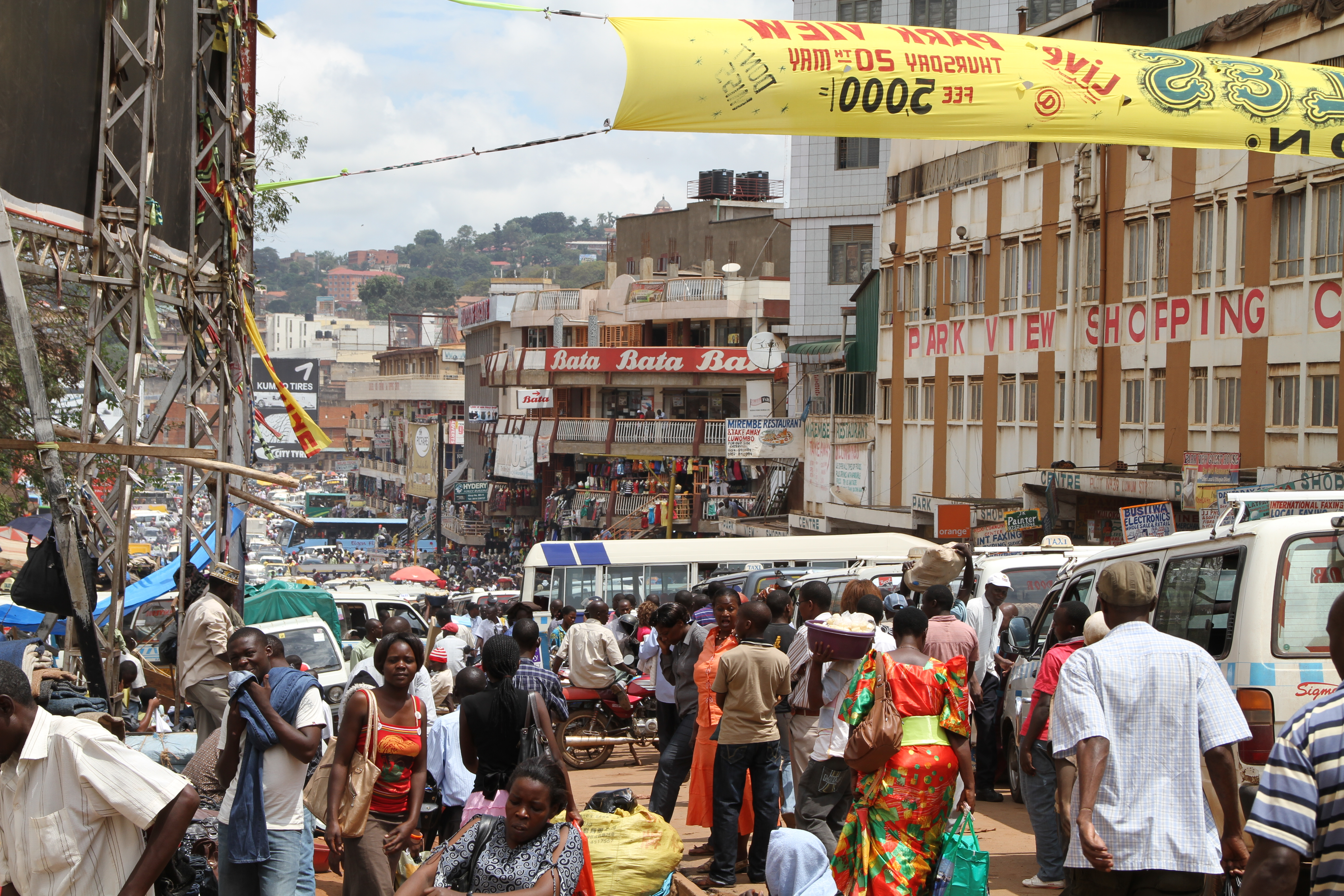
位於烏干達首都坎帕拉的市集

烏干達的工業正在復甦，恢復生產建築材料，如水泥、鋼筋、波紋屋頂板和油漆。國內生產的消費品包括塑料、肥皂、軟木、啤酒和碳酸飲料。該國的主要水泥生產商為東非各地供應建築材料。

## 交通與通信
烏干達的道路網絡全長約30,000公里，其中約2,800公里由磚石鋪成，大部分從首都坎帕拉延伸。該國的鐵路總長度約1,350公里，其中一條路線從印度洋沿岸的蒙巴薩連接至托羅羅，途經金賈、坎帕拉、卡塞塞、姆巴萊、索羅提、古盧和帕夸奇。然而，只有通往坎帕拉的鐵路線仍然運作。
通往蒙巴薩港的主要途徑是道路，滿足該國和鄰國如盧旺達、布隆迪、剛果和南蘇丹的交通需求。恩德培的國際機場位於維多利亞湖畔，處於坎帕拉以南約32公里。
烏干達通信委員會（Uganda Communications Commission, UCC）對通信作出規管，主要通過私人機構。

## 採礦與石油
烏干達的主要天然資源︰南部有黃金、鎢、錫、綠柱石和鉭鐵礦（tantalite），中部有鎢、黏土和花崗岩，北部有黃金、雲母、銅、石灰岩和鐵。
烏干達將在10月首週首次舉辦大型國際礦業大會，試圖重振該行業至發揮潛力。烏干達礦業和石油商會（Uganda Chamber of Mines and Petroleum, UCMP）旨在連繫投資者和政府部門，將在10月1日至2日舉辦礦業財富會議，吸引來自東非和其他地區的參與者。
2012年底，在烏干達經營業務的加拿大外資公司塔洛石油公司（Tullow Oil）因商品和服務增值稅控告政府，案件將在美國的國際法庭進行聆訊。烏干達政府若輸掉官司，將面臨嚴重的後果，因該國作為世界銀行的成員國需維持「多邊投資條約及相關保證」，世界銀行也可能因該國違反與英國簽訂的雙邊貿易和投資協議而作出制裁。
烏干達政府堅持石油公司在開採前，計算稅款時不能把支出（supplies）作為可收回成本（recoverable costs）。政府內部消息透露，重點將集中據稱投資在該國的公共事業的數以百萬計美元如何在過去十年中流走，但環球金融誠信組織（Global Financial Integrity）的最新報告透露，2001年至2012年期間從該國流出的非法資金總值6.8億美元。
此外，烏干達政府涉及另一項稅務糾紛，英國傳統石油公司（Heritage Oil）在2010年7月把艾伯特湖地區兩處石油區塊的權利售予塔洛石油公司，烏干達聲稱傳統石油公司拖欠因該交易衍生4.35億美元的资本利得税，訴訟目前在設於倫敦的法庭進行審理。
耗資15億美元的塔洛煉油廠因政府問題而被暫時擱置。

## 外部連結
- Uganda Ministry of Finance, Planning and Economic Development （页面存档备份，存于）
- Uganda Investment Authority; Sector analysis reports available （页面存档备份，存于）
- 中的“烏干達經濟”
- The Uganda Business Index
- Uganda Business Directory
- Uganda latest trade data on ITC Trade Map （页面存档备份，存于）
- Google Earth map of the oil and gas infrastructure in Uganda （页面存档备份，存于）
- World Bank Uganda Trade Summary Statistics （页面存档备份，存于）